# Silene tianschanica
Silene tianschanica är en nejlikväxtart som beskrevs av Boris Konstantinovich Schischkin. Silene tianschanica ingår i släktet glimmar, och familjen nejlikväxter. Inga underarter finns listade i Catalogue of Life.